# Svir'stroj
Svir'stroj (anche traslitterata come Svirstroj) è una cittadina della Russia europea nordoccidentale, situata nella oblast' di Leningrado (rajon Lodejnopol'skij).